# Philadelphia Union
Philadelphia Union är en professionell fotbollsklubb i Philadelphia i Pennsylvania i USA som spelar i Major League Soccer (MLS). Hemmamatcherna spelas på Subaru Park i förorten Chester.
Klubbens färger är marinblått och guld.

## Historia
Klubben grundades den 28 februari 2008 när MLS tillkännagav att man placerat en klubb i Philadelphia. Första säsongen för klubben var 2010.
Första riktiga framgången kom 2014 då Philadelphia gick till final i US Open Cup, en bedrift man upprepade 2015 och 2018.
2020 vann klubben Supporters' Shield, som den klubb som tog flest poäng i grundserien.

## Spelartrupp
| 1  | USA     | Matt Freese | 2 september 1998 | Harvard University (-19)        |
| 12 | USA     | Joe Bendik  | 25 april 1989    | Columbus Crew (-19)             |
| 18 | Jamaica | Andre Blake | 21 november 1990 | University of Connecticut (-14) |

| 2  | USA       | Matthew Real     | 10 juli 1999      | Philadelphia Union             |
| 3  | England   | Jack Elliott     | 25 augusti 1995   | West Virginia University (-17) |
| 4  | Skottland | Stuart Findlay   | 14 september 1995 | Kilmarnock (-21)               |
| 5  | Norge     | Jakob Glesnes    | 25 mars 1994      | Strömsgodset (-20)             |
| 15 | Kamerun   | Olivier Mbaizo   | 15 augusti 1997   | Rainbow (-18)                  |
| 24 | USA       | Anthony Sorenson | 25 januari 2003   | Michigan Wolves (-19)          |
| 26 | USA       | Nathan Harriel   | 23 april 2001     | Chargers (-19)                 |
| 27 | Tyskland  | Kai Wagner       | 15 februari 1997  | Würzburger Kickers (-19)       |

| 6  | Ungern    | Dániel Gazdag    | 2 mars 1996      | Budapest Honvéd (-21)      |
| 8  | Venezuela | José Martínez    | 7 augusti 1994   | Zulia (-20)                |
| 11 | USA       | Alejandro Bedoya | 29 april 1987    | Nantes (-16)               |
| 13 | USA       | Cole Turner      | 7 juli 2001      | Philadelphia Union         |
| 16 | USA       | Jack McGlynn     | 7 juli 2003      | Blau Weiss Gottschee (-19) |
| 20 | Venezuela | Jesús Bueno      | 15 april 1999    | Deportivo Lara (-21)       |
| 30 | USA       | Paxten Aaronson  | 26 augusti 2003  | Philadelphia Union         |
| 31 | USA       | Leon Flach       | 28 februari 2001 | St. Pauli (-21)            |
| 33 | USA       | Quinn Sullivan   | 27 mars 2004     | Philadelphia Union         |
| 34 | USA       | Brandan Craig    | 7 april 2004     | Philadelphia Union         |

| 7  | Danmark   | Mikael Uhre     | 30 september 1994 | Bröndby (-22)        |
| 9  | Argentina | Julián Carranza | 22 maj 2000       | Inter Miami (-22)    |
| 17 | Brasilien | Sérgio Santos   | 4 september 1994  | Audax Italiano (-19) |
| 19 | Jamaica   | Cory Burke      | 28 december 1991  | Rivoli United (-16)  |

### Utlånade spelare
| Nr | Land | Pos | Namn                                        |
| -- | ---- | --- | ------------------------------------------- |
| 14 | USA  | MF  | Jack de Vries (i Venezia till 30 juni 2022) |

| Nr | Land      | Pos | Namn                                                     |
| -- | --------- | --- | -------------------------------------------------------- |
| 24 | Slovakien | MF  | Matej Oravec (i Železiarne Podbrezová till 30 juni 2022) |